# 埃伯巴赫
埃伯巴赫（德語：Eberbach，發音：[ˈeːbɐbax] ⓘ）是德国巴登-符腾堡州卡尔斯鲁厄行政区莱茵-内卡县的城市，面积81.15平方千米，2023年12月31日人口为14,489人。

## 友好城市
埃伯巴赫与以下城市结为友好城市：
- 法國 托农莱班
- 美国 埃夫拉塔